# Francesco De Marchi
Francesco De Marchi (né à Bologne en 1504, mort à L'Aquila en 1576) est un ingénieur militaire italien aujourd'hui reconnu pour avoir réalisé la première ascension officielle de la cime principale du Gran Sasso.

## Biographie

### Son parcours
Francesco De Marchi naît à Bologne dans une famille humble originaire de la ville de Crema. Il est de formation autodidacte. Il participe et est le témoin d'évènements militaires de première importance tels que la bataille de Pavie du 23 février 1525 et le siège de Florence de 1529-1530 qu'il décrit avec détails dans ses chroniques. Certains historiens supposent qu'il a milité dans les troupes de l'empereur Charles Quint.
En 1533, à la suite de la restauration des Médicis à Florence — effectué par l'empereur dans le but de se faire pardonner le terrible sac de Rome de 1527 — De Marchi entre au service du nouveau duc de Florence, Alexandre de Médicis, dit le Maure. En 1536 celui-ci épouse Marguerite d'Autriche, fille naturelle de l'empereur Charles Quint, la laissant veuve après un an de mariage après son l'assassinat par son cousin Lorenzino de Médicis.
Pendant quarante ans, De Marchi reste fidèle à Marguerite d'Autriche.

### Une vie aventureuse
De Marchi est un aventurier animé d'une curiosité scientifique propre à la période renaissance. Son rôle dans la suite de Marguerite d'Autriche, gouverneur de la Flandre et gouverneur de l'Aquila, lui permet de se rendre fréquemment de Rome à Naples, dans les Abruzzes et à la mer Tyrrhénienne.
Chercheur passionné d'ingénierie militaire, il écrit le traité De l'Architecture Militaire et au cours des siècles qui suivent, ses contributions à l'architecture des bastions, des barbacanes et des systèmes de fortifications font référence. Un de ses plans conservé au musée du génie au Castel Sant'Angelo représente une fortification à la Vauban.
Animé d'un esprit aventureux, De Marchi réalise en 1535, une entreprise extraordinaire pour son temps : protégé par un rudimentaire scaphandre, il s'immerge dans le lac de Nemi à la recherche du bateau de l'empereur Caligula présent dans les eaux du lac.
Poursuivi par des corsaires à Ponza, naufragé dans l'estuaire du Tibre, témoin d'une éruption volcanique dans le golfe de Naples, la vie de Francesco De Marchi ressemble plus à une épopée qu'à une vie princière.
Déjà présent dans les Abruzzes entre 1535 et 1547, De Marchi est rapidement attiré par le Gran Sasso, si bien que dans sa chronique de l'ascension il raconte : « le dit mont, il y avait trente-deux ans que je désirais l'escalader ». Fasciné par la montagne, étudiant les légendes des monts Sibyllins, à l'âge de 69 ans, Francesco De Marchi s'élance dans une nouvelle aventure : la première escalade du Corno Grande.
Accompagné du Milanais Cesare Schiafinato et de Diomede dell'Aquila, en août 1573 De Marchi se rend à Assergi (« Sercio ») à la recherche de quelques montagnards pour lui servir de guides. Il trouve un chasseur de chamois, Francesco Di Domenico, qui avait déjà escaladé la cime et il recrute les deux frères Simone et Giovampietro Di Giulio qu'il utilise comme porteurs. Ainsi le 19 août 1573, non sans effort, en cinq heures, la cime du Corno Grande (il « Corno Monte ») est conquise : « regardant autour de moins, je semblais être dans les airs ». Le jour suivant, le groupe explore la grotte A Male (« grotte Amare ») et d'autres cavernes autour de Assergi, « des endroits qu'il faut passer avec le ventre par terre ».
Francesco De Marchi meurt trois ans après, en 1576, à l'Aquila, et sera enterré Piazza Palazzo, dans l'église San Francesco, aujourd'hui détruite.

## Publications
- Traité De l'Architecture Militaire, Brescia, 1599